# Paul Bentley
Paul Bentley (Sheffield, 25 luglio 1942) è un attore e librettista britannico.

## Biografia
Paul Bentley nacque a Sheffield e crebbe nel Surrey. Dopo gli studi al Wimbedon College, Bentley ottenne la laurea triennale in letteratura inglese presso l'Università di Birmingham, dove successivamente ottenne anche la laurea magistrale in teatro con una tesi sulla storia delle rappresentazioni del Parsifal. Dopo la fine degli studi si trasferì a Monaco, dove cominciò a recitare in programmi in lingue inglese per la Bayerischer Rundfunk e fece il suo debutto cinematografico ne Gli sciacalli del comandante Strasser.
Tornato nel Regno Unito nel 1970, Bentley cominciò a recitare assiduamente a teatro in diverse compagnie di repertorio, prima a St. Andrews e poi a Leicester, Lancaster e Newcastle. Nel 1973 fece il suo esordio da librettista con i testi del musical Shylock, un adattamento musicale de Il mercante di Venezia, portato al debutto al Festival di Edimburgo l'anno successivo. Dopo una revisione del testo il musical, ora intitolato Fire Angel, fece il suo debutto all'His Majesty's Theatre del West End nel 1977, con lo stesso Bentley (al suo esordio sulle scene londinesi) nel ruolo di Shylock. Dopo aver recitato con Tommy Steele in una riduzione teatrale di Singin' in the Rain al London Palladium, nel 1985 Bentley fece il suo debutto sulle scene irlandesi per interpretare il capitano Corcoran nell'operetta di Gilbert e Sullivan H.M.S. Pinafore; l'allestimento si rivelò un successo e fu immediatamente riproposto all'Old Vic di Londra e Bentley ottenne una nomination al Laurence Olivier Award al miglior attore in un musical per la sua interpretazione.
Il successo dell'operetta lanciò la carriera di Bentley da attore di musical sulle scene londinesi, dove l'attore continuò ad apparire regolarmente negli anni successivi, interpretando ruoli di rilievo tra cui Roscoe in Follies (Shaftesbury Theatre, 1987), Gus e Bustopher Jones in Cats (Gillian Lynne Theatre, 1987-1989), Marcel in Aspects of Love (Prince of Wales Theatre, 1989-1992), il narratore in Assassins per la regia di Sam Mendes (Donmar Warehouse, 1993), Larry in Company (Donmar Warehouse e Noël Coward Theatre, 1996), Gremio in Kiss Me, Kate (Regent's Park Open Air Theatre, 1997) e il capitano Rizzi in un allestimento concertistico di Passion (Queen's Theatre, 1997). L'attore continuò a recitare assiduamente sulle scene anche durante gli anni duemila e duemiladieci, apparendo, tra gli altri, in Iolanthe (Savoy Theatre, 2002), Follies (Royal Festival Hall, 2002), Mary Poppins (Prince Edward Theatre, 2006.2008), Gigi (Regent's Park Open Air Theatre, 2008) e Oliver! (Grange Park Opera, 2016). Attivo anche in campo televisivo, Bentley è noto soprattutto per il suo ruolo di Alto Septon in tre stagioni de Il Trono di Spade.
Attivo anche come librettista per opere liriche, nel 1994 scrisse il libretto di un adattamento operistico de Il racconto dell'ancella su partitura di Poul Ruders, portata al debutto in Danimarca e poi rappresentata anche al London Coliseum di Londra. Insieme Ruders, Bentley compose anche un adattamento operistico de Il processo di Kafka, intitolato Kafka's Trial. Successivamente ha continuato a scrivere libretti per The Midnight Court di Ana Sokolovic, Bird of Night di Dominique Le Gendree e Inês di James Rolfe. 
Paul Bentley è sposato con Annie Healey dal 1970 e la coppia ha avuto due figlie, Emma e Rebecca.

## Filmografia parziale

### Cinema
- The Iron Lady, regia di Phyllida Lloyd (2011)

### Televisione
- Band of Brothers - Fratelli al fronte - serie TV, 1 episodio (2001)
- Absolute Power - serie TV, 1 episodio (2003)
- Doctor Who - serie TV, 1 episodio (2011)
- Doctors - serie TV, 1 episodio (2011)
- Il Trono di Spade - serie TV, 6 episodi (2013-2015)